# Mistrovství světa ve veslování 2016
Mistrovství světa ve veslování 2016 byl v pořadí 46. šampionát konaný od 21. srpna do 28. srpna 2016 na umělém jezeře Willem-Alexander Baan v Rotterdamu v Nizozemsku.

## Medailové pořadí
| Pořadí | Země               | Zlato | Stříbro | Bronz | Celkem |
| ------ | ------------------ | ----- | ------- | ----- | ------ |
| 1      | Spojené království | 3     | 0       | 1     | 4      |
| 2      | Francie            | 2     | 1       | 0     | 3      |
| 3      | Německo            | 1     | 1       | 1     | 3      |
| 4      | Irsko              | 1     | 0       | 0     | 1      |
| 4      | Nový Zéland        | 1     | 0       | 0     | 1      |
| 6      | Kanada             | 0     | 1       | 1     | 2      |
| 7      | Rakousko           | 0     | 1       | 0     | 1      |
| 7      | Dánsko             | 0     | 1       | 0     | 1      |
| 7      | Maďarsko           | 0     | 1       | 0     | 1      |
| 7      | Švédsko            | 0     | 1       | 0     | 1      |
| 7      | USA                | 0     | 1       | 0     | 1      |
| 12     | Čína               | 0     | 0       | 1     | 1      |
| 12     | Řecko              | 0     | 0       | 1     | 1      |
| 12     | Itálie             | 0     | 0       | 1     | 1      |
| 12     | Rusko              | 0     | 0       | 1     | 1      |
| 12     | Slovensko          | 0     | 0       | 1     | 1      |
| Celkem | Celkem             | 8     | 8       | 8     | 24     |

## Přehled medailí

### Mužské disciplíny
| Disciplína                              | Zlato                                                                  | Čas     | Stříbro                                                                    | Čas     | Bronz                                                                               | Čas     |
| M2+ Dvojka s kormidelníkem              | Spojené království Oliver Cook Callum McBrierty Henry Fieldman         | 7:29:69 | Kanada Andrew Stewart-Jones Benjamin de Wit Kevin Chung                    | 7:32:05 | Itálie Mario Paonessa Vincenzo Capelli Andrea Riva                                  | 7:32:22 |
| LM1x Skif lehkých vah                   | Paul O'Donovan Irsko                                                   | 7:32:84 | Péter Galambos Maďarsko                                                    | 7:36:95 | Lukáš Babač Slovensko                                                               | 7:38:89 |
| LM4x Párová čtyřka lehkých vah          | Německo Patrik Stöcker Florian Roller Johannes Ursprung Cedric Kulbach | 6:23:09 | Francie François Teroin Damien Piqueras Maxime Demontfaucon Morgan Maunoir | 6:24:72 | Řecko Georgios Konsolas Spyridon Giannaros Panagiotis Magdanis Eleftherios Konsolas | 6:26:58 |
| LM2 Dvojka bez kormidelníka lehkých vah | Francie Augustin Mouterde Alexis Guerinot                              | 7:14.18 | Dánsko Emil Espensen Jens Vilhelmsen                                       | 7:15.30 | Spojené království Joel Cassells Sam Scrimgeour                                     | 7:16.49 |

### Ženské disciplíny
| Disciplína                     | Zlato                                                                                  | Čas     | Stříbro                                                                            | Čas     | Bronz                                                                                   | Čas     |
| LW1x Skif lehkých vah          | Zoe McBrideová Nový Zéland                                                             | 8:28:45 | Emma Fredhová Švédsko                                                              | 8:29:12 | Katherine Sauksová Kanada                                                               | 8:37:96 |
| W4− Čtyřka bez kormidelnice    | Spojené království Fiona Gammondová Donna Etiebetová Holly Nixonová Holly Nortonová    | 7:16:28 | USA Molly Bruggemanová Emily Huelskampová Corinne Schoellerová Kristine O'Brienová | 7:21:53 | Německo Melanie Hansenová Ronja Schütteová Charlotte Reinhardtová Lea-Kathleen Kühneová | 7:26:15 |
| LW4x Párová čtyřka lehkých vah | Spojené království Brianna Stubbsová Emily Craigová Imogen Walshová Eleanor Piggottová | 7:10:60 | Německo Judith Anlaufová Leonie Pieperová Lena Reussová Katrin Thomaová            | 7:12:45 | Čína Xuan Xulianová Zhang Weixiaoová Zhang Weimiaoová Yan Xiaohuaová                    | 7:21:04 |

### Mix
| Disciplína | Zlato                                            | Čas     | Stříbro                               | Čas     | Bronz                                     | Čas     |
| LTAMix2x   | Francie Guylaine Marchandová Fabien Saint-Lannes | 8:38.53 | Rakousko Johanna Beyerová Rainer Putz | 9:06.51 | Rusko Valentina Zhagotová Evgenii Borisov | 9:27.74 |